# ∞ Octave
『∞ Octave』（オクターブ）は、藤木直人の8枚目のオリジナルアルバム。2009年6月10日にポニーキャニオンから発売された。

## 概要
前作『Reverse』から約1年8ヶ月ぶりに発売されたCDデビュー10周年記念のアルバム。収録曲は先行シングル「CRIME OF LOVE/いいんだぜ〜君がいてくれれば〜」（両A面）の2曲を含む全13曲。「CRIME OF LOVE」はALBUM MIXバージョンを収録。アルバム発売に合わせて、10周年メモリアルライブツアー「Naohito Fujiki Live Tour ver9.0 〜10 COUNT TOUR〜」が全国14ヶ所17公演行われた。
8枚目のアルバムタイトルの言葉“Octave”は、１オクターブ8音の意味を持つ。
これまで楽曲製作に携わった、寺岡呼人、シライシ紗トリ、井手コウジらによる楽曲に加え、新たな作家陣による楽曲で構成された多彩なアルバムである。5thアルバム『COLORMAN』からコラボしている井手コウジは、本作では4作品手がけており、いずれの曲も“藤木っぽい”。自身は、先行シングル通常盤（Standard Edition）の本作未収録のカップリング曲「everything」を合わせた5曲の作詞とタイトル曲「Octave」を手がけている。早い時期からアルバム制作に取りかかり、1曲にかける時間があったぶん曲への思い入れが増したのだという。
ジャケット写真は、ケーキや愛用のギターに囲まれた10周年らしいメモリアルな雰囲気のものになっている。

## 収録曲
1. Steppin' Stone
（作詞・作曲:井手コウジ/編曲:鈴木雅也）
2. CRIME OF LOVE -ALBUM MIX-
（作詞:藤木直人/作曲:オオヤギヒロオ/編曲:Sin）
先行シングル表題曲のアルバムバージョン。
3. KISSの代償
（作詞・作曲:シライシ紗トリ/編曲:梅沢茂樹）
4. 星屑の海
（作詞・作曲・編曲:井手コウジ）
5. 恋人
（作詞・作曲・編曲:寺岡呼人）
6. ESCAPE!
（作詞:結城麗花/作曲・編曲:平田祥一郎）
7. LOOP
（作詞:Shoko/作曲:野井洋児/編曲:平田祥一郎）
8. 奇跡のロックスター
（作詞:Shoko/作曲:吉田将樹/編曲:平田祥一郎）
9. モノクローム
（作詞:藤木直人/作曲:渡辺拓也/編曲:藤澤慶昌）
自身が作詞を手がけた5曲の中で最初に詞を書いた曲。
10. Sounds Of The Sun
（作詞・作曲:井手コウジ/編曲:吉岡たく）
11. いいんだぜ～君がいてくれれば～
（作詞・作曲:中島らも/改訂版歌詞:藤木直人/編曲:家原正樹 ）
先行シングルの表題曲。
12. 月世界
（作詞・作曲:井手コウジ/編曲:鎌田雅人）
13. Octave
（作詞・作曲・編曲:藤木直人）
1コーラスだけの自作のタイトル曲。13曲収録のアルバムの最後の曲はさりげないものにしたいと考えて作られた楽曲。